# جائزة رجل ربطة العنق للسنة
جائزة رجل التعادل للسنة (بالألمانية: Krawattenmann des Jahres) و(بالإنجليزية: Tie Man of the Year)‏ هي جائزة تُمنح منذ عام 1965 من قبل معهد Tie الألماني ومقره في كريفلد، والذي ينتمي الآن إلى معهد الأزياء الألماني.
في كل عام، تُمنح الجائزة لشخصية عامة تعرض ربطة العنق بمظهرها بأناقة. في بعض الأحيان، كان هذا التكريم يُقام كجزء من عرض أزياء الشارع في مدينة كريفلد.

## قائمة الفائزين بالجوائز
- 2019: تيل برونر.[1]

## طاقم التعادل
في عام 2003، ولأول مرة، منحت لجنة التحكيم العديد من الأشخاص، وبالتحديد فريق بوروسيا مونشنغلادباخ، لقب "Tie Man of the Year" لأنهم كانوا دائمًا يرتدون ربطة عنق في الأماكن العامة.

## رجل ربطة عنق غير رسمي
تم التصويت لأوتو شيلي «رجل العام في التعادل» في عام 1984 من قبل حزب الخضر. ومع ذلك، فإن معهد Tie الألماني لا علاقة له به.